# Kerman
För andra betydelser, se Kerman (olika betydelser).
Kerman uttal (fil) (persiska كرمان) är en stad i sydöstra Iran. Den är administrativ huvudort för både provinsen Kerman och för delprovinsen (shahrestan) Kerman. Staden har lite mer än en halv miljon invånare.
Staden ligger 107 mil söder om huvudstaden Teheran och är omgiven av berg, vilket ger Kerman ett väldigt varmt klimat. Den största delen av befolkningen är shiamuslimer. I staden finns även en liten men kulturellt betydelsefull minoritet av zoroastrier, vilka är den näst största minoriteten i Kerman efter sunniterna.